# Overeenkomstenrecht
Het overeenkomstenrecht of contractenrecht is het deel van het recht dat overeenkomsten betreft. Het overeenkomstenrecht houdt zich bezig met zaken als de duur en de beëindiging van overeenkomsten.
Het overeenkomstenrecht maakt deel uit van het verbintenissenrecht.